# Suggested Upper Merged Ontology
 (septembre 2021).
La Suggested Upper Merged Ontology (SUMO) est une ontologie supérieure (en) conçue comme une ontologie de base pour une variété de systèmes informatiques de traitement de l'information. SUMO définit une hiérarchie de classes (en), avec leurs règles et relations associées. Ceux-ci sont exprimés dans une version du langage SUO-KIF (en), qui a une syntaxe de type LISP. Un mappage des synsets (en) WordNet vers SUMO a également été défini.
SUMO est open source et sa première version date de décembre 2000. D'abord développé par Teknowledge Corporation, il est désormais maintenu par Articulate Software. 
Initialement, SUMO se concentrait sur des concepts de méta-niveau (entités générales qui n'appartiennent pas à un domaine de problème spécifique), et conduirait ainsi naturellement à un schéma de catégorisation des encyclopédies. Il a maintenant été considérablement étendu pour inclure une ontologie de niveau intermédiaire et des dizaines d'ontologies de domaine.
SUMO est organisé pour l'interopérabilité des moteurs de raisonnement (en) automatisés. Pour maximiser la compatibilité, les concepteurs de schémas logiques (en) peuvent tenter d'adapter leurs conventions de dénomination (en)pour qu'elles utilisent les mêmes significations que SUMO pour des mots identiques (par exemple, « agent » ou « processus »). SUMO dispose d'un Sigma knowledge engineering environment (en) open source associé.